# Programare

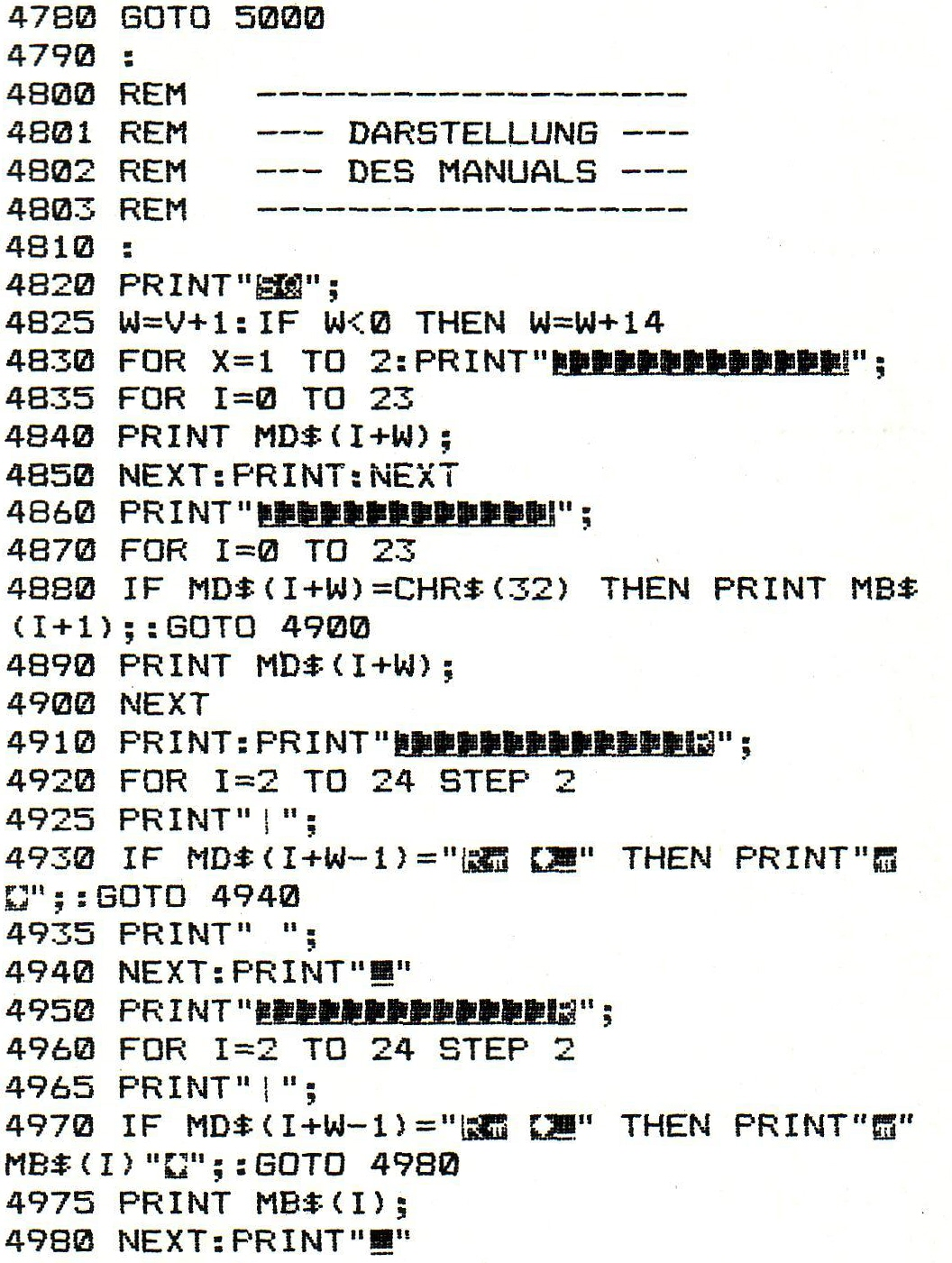
Listă de instrucțiuni pentru Commodore 64

Programarea este dispunerea cronologică a unor mișcări, operații, acțiuni sau activități astfel încât în finalul perioadei să se realizeze o stare posibilă a unui sistem. Programarea este cunoscută ca activitate umană dar există semnalmente că pot exista forme de programare naturale, fără intervenția omului cum sunt dispunerile proceselor genetice sau comportamentele dirijate instinctual la animale.
Programarea calculatorului este o activitate informatică de elaborare a produselor-program, a programelor (software) necesare activităților realizate cu ajutorul calculatorului. Programarea informatică conține următoarele subactivități: specificarea, proiectarea, implementarea, documentarea și întreținerea produsului program.